# Bojia (ort i Kina)
Bojia är en ort i Kina. Den ligger i provinsen Hunan, i den södra delen av landet, omkring 220 kilometer sydväst om provinshuvudstaden Changsha.
Runt Bojia är det tätbefolkat, med 383 invånare per kvadratkilometer. Närmaste större samhälle är Wuxi, 16,9 km nordväst om Bojia. Trakten runt Bojia består till största delen av jordbruksmark.
Genomsnittlig årsnederbörd är 1 812 millimeter. Den regnigaste månaden är maj, med i genomsnitt 313 mm nederbörd, och den torraste är oktober, med 27 mm nederbörd.